# Denise Domenach-Lallich
Pour les articles homonymes, voir Domenach.
Denise Domenach-Lallich (Denise, Thérèse, Hedwige Domenach), née le 10 octobre 1924 à Lyon et morte le 19 juillet 2020 à Lyon, est une résistante française.

## Biographie

### Famille
Denise Lallich est la troisième enfant d’une famille de neuf. Son père est ingénieur dans l'entreprise Les câbles de Lyon. Son frère, Jean-Marie (1922-1997) sera un résistant, un intellectuel, directeur de la revue Esprit. La famille est catholique et s'inscrit dans la mouvance du catholicisme social. Denise est élève au Cours Belmont à Lyon lorsqu'éclate la guerre. Dès novembre 1939, la famille se replie pour quelques mois chez les grands-parents maternels à Bourg-en-Bresse avant de revenir à Lyon. Son frère Jean-Marie s'engage dans la résistance avec son ami Gilbert Dru. Denise, qui n'a que 16 ans, les aide. 

### Résistance
En 1942-1943 elle est en terminale et rejoint les Forces unies de la Jeunesse (FUJ). Elle entre, en octobre 1943, à la Faculté des Lettres de Lyon et fait partie des Jeunes chrétiens combattants (JCC), mouvement dans lequel elle prend des responsabilités. 
Denise décrit ses activités de résistante : « À vélo, j’allais chercher chez l’imprimeur Eugène Pons des journaux clandestins comme Combat, Témoignage chrétien que j’emmenais dans un magasin où des diffuseurs les acheminaient. J’ai fait passer aussi des messages, de l’argent, des faux papiers. En novembre 1942, alors que Lyon est occupée par les Allemands, j’avais pris des cours de calligraphie. J’imitais la signature de commissaires de police sur des faux papiers. Cela se passait dans les sous-sols de la faculté de lettres. On avait un appariteur qui faisait le guet et donnait l’alerte en cas de danger. »
En mai 1944, Denise est nommée responsable des Jeunes des Mouvements unis de la Résistance. Recherchée par la Gestapo, elle entre dans la clandestinité, elle quitte Lyon pour rejoindre la famille à Hauterives (Drôme).  

### Après-guerre
Après la Libération, elle est responsable, à Paris, du Mouvement de libération nationale (MLN).  
À la fin de la guerre, elle rencontre Bernard Lallich (croix de guerre 1939-1945) dans une maison de repos de jeunes résistants, à Combloux. Ils se marient en décembre 1946.  
Denise a repris ses études, elle obtient la licence de lettres et devient professeur de lettres. 
Ce n'est qu'en 1999 que Denise Domenach-Lallich publie trois cahiers, son journal et celui de la résistance lyonnaise, qu'elle écrit de 1939 à 1944. 
Son mari meurt le 28 octobre 1991 après avoir été atteint durant 15 années de la maladie d’Alzheimer. Denise Domenach-Lallich participe à la fondation de l’association Rhône-Alzheimer dont elle est vice-présidente pendant dix ans. Elle publie des articles relatifs au grand âge.
L’amphithéâtre du collège La Tourette, à Lyon, porte le nom de Denise Domenach.
En 2018 le Centre d’histoire de la résistance et de la déportation (CHRD), à Lyon, présente une exposition Génération 40, des jeunes dans la tourmente dans laquelle des extraits de son journal, servent de fil conducteur à l’exposition.

## Décorations
- Chevalier de la Légion d'honneur par décret du 25 mars 2005[6]
- Médaille de la Résistance française par décret du 10 janvier 1947[7]

## Hommage

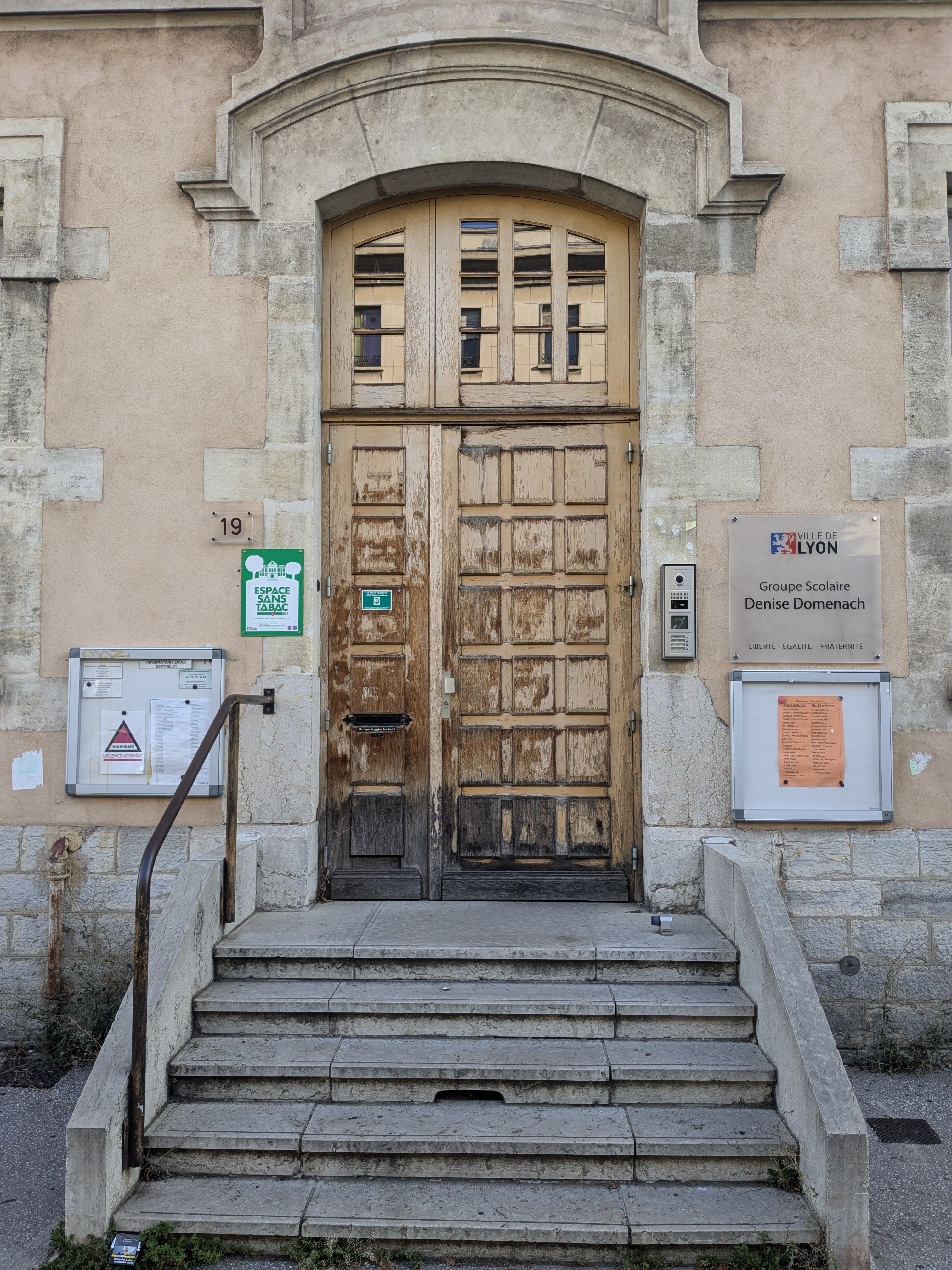
Entrée du groupe scolaire Denise Domenach.

Le groupe scolaire Berthelot situé dans le 7e arrondissement de Lyon et nommée d'après l'avenue où il se trouve prendra le nom de Denise Domenach le 10 octobre 2024, date anniversaire des 100 ans de la naissance de la résistante.

## Publications
- Demain il fera beau journal d'une adolescente, novembre 1939-septembre 1944, préf. par Madeleine et Bernard Comte, Lyon 2001, Éd. BGA Permezel, 140 p.[9]

- Une jeune fille libre : journal 1939-1944, co-auteur Christine Mital, avec notes explicatives, cartes, chronologie de la Résistance lyonnaise, lettres et documents restituant le contexte, cahier-photos de 16 pages.  Mars 2005, Les Arènes, 304 pages.

- Les lieux secrets de la Résistance - Lyon, 1940-1944, [co-auteurs  Serge Curvat, et Chantal Duprat-Odet], Lejeune, 2003.

- Gardons l'espoir, Gérontologie et société, 2005/4 (vol. 28,  n° 115), pages 179 à 187

- Grand âge, nous voici , Études, 2002/9 (Tome 397), p. 193-200.[lire en ligne]

## Exposition, documentaire, spectacle
- Pablo Fréville Une adolescente dans la résistance, sacrifier sa vie pour résister, 30 juin 2016 • Documentaires Histoire, 20ème siècle (1900-2000), 43 min.[lire en ligne]

- Génération 40, des jeunes dans la tourmente Exposition au CHRD 2018-2019 [lire en ligne]

- Demain il fera beau, mise en scène Claude Défard, Compagnie La poursuite, 2002 [lire en ligne]

- Depuis que nous sommes arrivés, il pleut (inspiré de Demain il fera beau), Atelier-spectacle par Tatiana Frolova, 78" promotion ENSATT à Lyon, 2018-2019.